# Kanton Loué
Der Kanton Loué ist seit 1790 ein französischer Wahlkreis in den Arrondissements La Flèche und Mamers, im Département Sarthe und in der Region Pays de la Loire; sein Hauptort ist Loué. Bis zur Verwaltungsgebietsreform vom 15. Februar 2006 gehörte der Kanton zum Arrondissement Le Mans.

## Gemeinden
Der Kanton besteht aus 43 Gemeinden mit insgesamt 28.457 Einwohnern (Stand: 1. Januar 2022) auf einer Gesamtfläche von 687,98 km²:
| Gemeinde                      | Einwohner 1. Januar 2022 | Fläche km² | Dichte Einw./km² | Code INSEE | Postleitzahl | Arrondissement |
| ----------------------------- | ------------------------ | ---------- | ---------------- | ---------- | ------------ | -------------- |
| Amné                          | 569                      | 15,95      | 36               | 72004      | 72540        | La Flèche      |
| Auvers-sous-Montfaucon        | 229                      | 7,49       | 31               | 72017      | 72540        | La Flèche      |
| Avessé                        | 335                      | 18,72      | 18               | 72019      | 72350        | La Flèche      |
| Bernay-Neuvy-en-Champagne     | 768                      | 25,13      | 31               | 72219      | 72240        | Mamers         |
| Brains-sur-Gée                | 781                      | 15,90      | 49               | 72045      | 72550        | La Flèche      |
| Brûlon                        | 1.525                    | 16,27      | 94               | 72050      | 72350        | La Flèche      |
| Chantenay-Villedieu           | 816                      | 27,74      | 29               | 72059      | 72430        | La Flèche      |
| Chassillé                     | 250                      | 7,27       | 34               | 72070      | 72540        | La Flèche      |
| Chemiré-en-Charnie            | 213                      | 11,47      | 19               | 72074      | 72540        | La Flèche      |
| Chevillé                      | 357                      | 14,23      | 25               | 72083      | 72350        | La Flèche      |
| Conlie                        | 1.828                    | 17,16      | 107              | 72089      | 72240        | Mamers         |
| Coulans-sur-Gée               | 1.619                    | 27,48      | 59               | 72096      | 72550        | La Flèche      |
| Crannes-en-Champagne          | 341                      | 11,97      | 28               | 72107      | 72540        | La Flèche      |
| Cures                         | 490                      | 11,50      | 43               | 72111      | 72240        | Mamers         |
| Degré                         | 746                      | 9,83       | 76               | 72113      | 72550        | Mamers         |
| Domfront-en-Champagne         | 1.062                    | 20,97      | 51               | 72119      | 72240        | Mamers         |
| Épineu-le-Chevreuil           | 290                      | 14,70      | 20               | 72126      | 72540        | La Flèche      |
| Fontenay-sur-Vègre            | 309                      | 11,46      | 27               | 72136      | 72350        | La Flèche      |
| Joué-en-Charnie               | 597                      | 23,53      | 25               | 72149      | 72540        | La Flèche      |
| La Chapelle-Saint-Fray        | 421                      | 6,38       | 66               | 72066      | 72240        | Mamers         |
| La Quinte                     | 805                      | 8,81       | 91               | 72249      | 72550        | Mamers         |
| Lavardin                      | 695                      | 7,63       | 91               | 72157      | 72240        | Mamers         |
| Longnes                       | 295                      | 6,40       | 46               | 72166      | 72540        | La Flèche      |
| Loué                          | 2.100                    | 15,85      | 132              | 72168      | 72540        | La Flèche      |
| Maigné                        | 336                      | 11,50      | 29               | 72177      | 72210        | La Flèche      |
| Mareil-en-Champagne           | 346                      | 7,97       | 43               | 72184      | 72540        | La Flèche      |
| Mézières-sous-Lavardin        | 679                      | 15,31      | 44               | 72197      | 72240        | Mamers         |
| Neuvillalais                  | 593                      | 18,86      | 31               | 72216      | 72240        | Mamers         |
| Noyen-sur-Sarthe              | 2.585                    | 43,58      | 59               | 72223      | 72430        | La Flèche      |
| Pirmil                        | 505                      | 17,40      | 29               | 72237      | 72430        | La Flèche      |
| Poillé-sur-Vègre              | 597                      | 17,57      | 34               | 72239      | 72350        | La Flèche      |
| Ruillé-en-Champagne           | 301                      | 14,93      | 20               | 72261      | 72240        | Mamers         |
| Saint-Christophe-en-Champagne | 214                      | 7,81       | 27               | 72274      | 72540        | La Flèche      |
| Saint-Denis-d’Orques          | 750                      | 47,17      | 16               | 72278      | 72350        | La Flèche      |
| Saint-Ouen-en-Champagne       | 238                      | 11,20      | 21               | 72307      | 72350        | La Flèche      |
| Saint-Pierre-des-Bois         | 225                      | 7,54       | 30               | 72312      | 72430        | La Flèche      |
| Sainte-Sabine-sur-Longève     | 729                      | 11,82      | 62               | 72319      | 72380        | Mamers         |
| Saint-Symphorien              | 499                      | 22,49      | 22               | 72321      | 72240        | Mamers         |
| Tassé                         | 289                      | 10,77      | 27               | 72347      | 72430        | La Flèche      |
| Tassillé                      | 132                      | 6,46       | 20               | 72348      | 72540        | La Flèche      |
| Tennie                        | 1.017                    | 33,13      | 31               | 72351      | 72240        | Mamers         |
| Vallon-sur-Gée                | 778                      | 17,15      | 45               | 72367      | 72540        | La Flèche      |
| Viré-en-Champagne             | 203                      | 11,48      | 18               | 72379      | 72350        | La Flèche      |
| Kanton Loué                   | 28.457                   | 687,98     | 41               | 7207       | –            | –              |

Bis zur landesweiten Neugliederung der Kantone im März 2015 bestand der Kanton Loué aus den 14 Gemeinden Amné, Auvers-sous-Montfaucon, Brains-sur-Gée, Chassillé, Chemiré-en-Charnie, Coulans-sur-Gée, Crannes-en-Champagne, Épineu-le-Chevreuil, Joué-en-Charnie, Longnes, Loué, Saint-Denis-d’Orques, Tassillé und Vallon-sur-Gée. Sein Zuschnitt entsprach einer Fläche von 228,79 km2. Er besaß vor 2015 einen anderen INSEE-Code als heute, nämlich 7215.

## Veränderungen im Gemeindebestand seit der landesweiten Neuordnung der Kantone
2019:
- Fusion Neuvy-en-Champagne und Bernay-en-Champagne → Bernay-Neuvy-en-Champagne

## Bevölkerungsentwicklung
| 1962 | 1968 | 1975 | 1982 | 1990 | 1999 | 2006 |
| ---- | ---- | ---- | ---- | ---- | ---- | ---- |
| 7969 | 7601 | 7222 | 6804 | 6977 | 7483 | 8432 |